# Майер, Чарльз
Чарльз Майер (англ. Charles Mayer) — американский боксёр, чемпион и серебряный призёр летних Олимпийских игр 1904.
На Играх 1904 в Сент-Луисе Майер соревновался в среднем (до 71,7 кг) и тяжёлом (свыше 71,7 кг) весе. В первой дисциплине он стал чемпионом, нокаутировав в единственной встрече Бенджамина Спредли. Во второй, он получил серебряную медаль, проиграв в финале Сэмюелю Бергеру.